# Radulomyces rickii
Radulomyces rickii är en svampart som först beskrevs av Giacopo Bresàdola, och fick sitt nu gällande namn av Mads Peter Christiansen 1960. Radulomyces rickii ingår i släktet Radulomyces och familjen mattsvampar.   Inga underarter finns listade i Catalogue of Life.